# Saint-Pierre-sur-Erve
Saint-Pierre-sur-Erve es una población y comuna francesa, en la región de Países del Loira, departamento de Mayenne, en el distrito de Laval y cantón de Sainte-Suzanne.

## Demografía
| 204 | 173 | 148 | 160 | 129 | 151 |
| Para los censos de 1962 a 1999 la población legal corresponde a la población sin duplicidades (Fuente: INSEE [Consultar]) |     |     |     |     |     |